# Куторга, Михаил Семёнович
Михаи́л Семёнович Ку́торга (6 [18] июля 1809, Мстиславль, Могилёвская губерния — 26 мая [7 июня] 1886, Борок, Мстиславский уезд, Могилёвская губерния, Российская империя) — русский историк-эллинист, зачинатель русского профессионального антиковедения, первый самостоятельный русский исследователь древнегреческой истории; младший брат зоолога Степана Куторги. Профессор истории Санкт-Петербургского (1844—1869) и Московского (1869—1874) университетов, член-корреспондент Петербургской АН (1848).
В своей научной деятельности особое внимание уделял истории Афин V—IV веков до н. э., в частности времени становления и развития афинской демократии.
Основоположник Петербургской исторической школы.

## Биография
Происходил из небогатой дворянской семьи Семёна Мартыновича Куторги. Родился в Могилёве 6 (18) июля 1809 года. Имел старшего брата Степана (1805—1861). 
В 1813 году семья переехала к месту службы отца в Санкт-Петербург. В 1827 году окончил 3-ю Петербургскую гимназию и поступил на словесное отделение историко-филологического факультета Санкт-Петербургского университета. Однако уже в 1828 году, как и его брат Степан, в числе шести студентом петербургского университета был выбран для обучения в Профессорском институте при Дерптском университете и 16 июля 1828 года отправился в Дерпт, где занимался до конца 1832 года, защитив 15 декабря диссертацию «De tribubus Atticis eorumque cum regni partibus nexu» на звание магистра философии. Затем на два года был отправлен за границу; занимался в Париже, Гейдельберге, Мюнхене, но большую часть своего заграничного двухгодичного пребывания — в Берлине, где примкнул к «Нибуровской школе», изучавшей античный мир с помощью строгого критического изучения первоисточников (прежде всего — классических писателей). Впоследствии, он ещё трижды совершал заграничные поездки с научно-исследовательской целью (1859, 1861 и 1872), изучая памятники древности в Греции, Малой Азии и Египте.
По возвращении из-за границы в 1834 году он получил должность адъюнкта на кафедре всеобщей истории Петербургского университета, в котором преподавал до 1869 года, когда перешёл в Московский университет. В Санкт-Петербурге он защитил 1838 году докторскую диссертацию «Колена и сословия аттические» и получил звание экстраординарного профессора; с 1844 года — ординарный профессор, с 1859 года — заслуженный профессор; с 1864 года — почётный член Санкт-Петербургского университета. Кроме этого, он с 1840 года заведовал музеем изящных искусств и древностей при Петербургском университете, а с 1 января 1842 года был библиотекарем при Императорской публичной библиотеке, где прослужил два года, используя свой опыт работы в Королевской библиотеке в Берлине. Также в 1836—1837 гг. преподавал историю и статистику во 2-м кадетском корпусе; с августа 1857 года состоял ординарным профессором в Главном педагогическом институте и, одновременно, читал всеобщую историю в Римско-католической духовной академии, в которой состоял членом правления.
Ординарный профессор кафедры всеобщей истории историко-филологического факультета Московского университета (1869–1874). Заслуженный профессор Московского университета (1872).
Выйдя в отставку в 1874 году поселился в своём имении Борки Мстиславского уезда Могилёвской губернии, где и умер 26 мая (7 июня) 1886 года.
Член-корреспондент историко-филологического отделения (по разряду исторических и политических наук) Петербургской Академии наук c 2 декабря 1848 года; член многих иностранных учёных обществ.

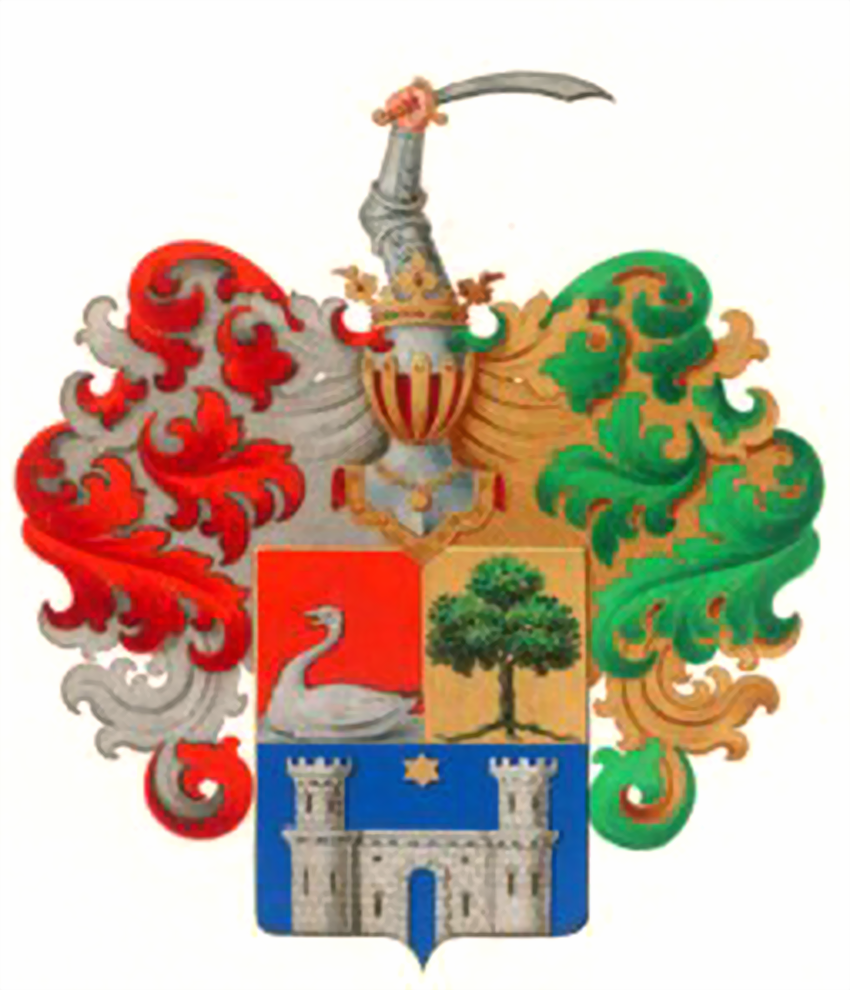
Герб братьев Степана и Михаила Куторга (1841) внесён в Часть 11 Общего гербовника дворянских родов Всероссийской империи. — С. 147

## Научная деятельность
Его магистерская и докторская диссертации были посвящены разбору племенного устройства в древней Греции в ранний период её истории: степень магистра философии он получил за диссертацию «De tribubus Attieis eorumque cum regni partibus nexu» (Дерпт, 1832), а доктора философии — за диссертацию «Колена и сословия аттические» (СПб., 1838).
Первый труд Куторги, посвящённый истории афинской демократии — «История афинской республики от убиения Иппархаа до смерти Мильтиада» (1848), где Куторга основное внимание уделил политической борьбе аристократии и демократии в Греции и в Афинах; книга получила высочайшую оценку Чернышевского. Отдельную работу в 1853 году Куторга посвятил законодательству Клисфена, где опираясь на свидетельство аристотелевой «Политики» сделал вывод о том, что Клисфен принял в сословие граждан весь класс метеков, состоявший из отделов метеков-иностранцев и метеков-рабов. Дальнейшие работы в 1850-е годы, по преимуществу, были связаны с его изысканиями в области хронологии. Так, хронологии персидских войн посвящена работа Куторги «Персидские войны. Критические исследования событий эпохи древней греческой истории» (1858).
Новый всплеск интереса к политической истории Греции V века до н. э., и в частности, к вопросам, связанным с историей афинской демократии, возник у М. С. Куторги в 1860-е годы, что, надо думать, было непосредственно связано с наступлением эпохи либеральных реформ в России, а также с развитием идей панславизма, порождавших особый интерес к греко-славянскому миру. Видимо, не случайно, что появление программной статьи Куторги «Введение в историю древней греческой образованности», где историк говорил об особой значимости для русских изучения истории Древней Греции, совпало по времени с проведением в России Славянского съезда. Именно в 1860—70-е годы Куторга говорил о необходимости создания национальной самобытной науки об античности, в это же время зарождается его оригинальный взгляд на развитие афинской демократии при Перикле. По мнению Куторги, при Перикле в Афинах сложился особый политический строй, пришедший на смену демократии. Этот строй Куторга именовал политией. Полития, по мнению Куторги, была самым совершенным строем древнего мира и представляла собой государственное устройство, в котором были сняты все противоречия, характерные как для аристократии, так и для демократии. Полития представляла собой, как считал Куторга, равноправную гражданскую общину, где мирно уживаются все слои общества.
Ошибкой всех новейших учёных Куторга считал то обстоятельство, что «политический строй перикловых Афин и дальнейшее их развитие те именовали демократией». Именно политией, установленной Периклом, по мнению М. С. Куторги, управлялись Афины «в благоденствии, коему во всей прочей Греции не было равного до самого Македонского господства». В своём мнении о том, что при Перикле государственный строй древних Афин греки именовали не демократией, а политией, Куторга опирался, главным образом, на рассуждениях Аристотеля о политии, как наилучшем виде государственного устройства; и на диалоге Платона «Политик», где, как считал Куторга, Платон также высказывался о политии, как наилучшем виде государственного устройства. Причём Куторга полагал, что Аристотель и Платон относили политию именно ко времени правления Перикла.
В концепции политии отразился и другой важный аспект мировоззрения М. С. Куторги, а именно, идея о противоборстве двух разных миров — романо-германского и греко-славянского, где краеугольным камнем была мысль о противостоянии православия и католицизма. Для М. С. Куторги романо-германский мир ассоциировался с насилием и угнетением, с тиранией цезарей, впоследствии воплотившейся в папстве. Совсем в другой ипостаси представал у М. С. Куторги греко-славянский мир: он — наследник первых христианских общин, построенных, в свою очередь, наподобие древней афинской политии и воспринявших самоё её имя — полития, гражданство, преимущественно экклесия, вече, что, в конечном итоге, означало для Куторги «возрождение афинской политии, но преобразованной по учению Евангелия». Сам дух афинских гражданских свобод перешёл, по мнению Куторги, в православную церковь: «сохранилось до сих пор общинное избрание Вселенского Патриарха, равно как и общинные избрания приходских священников в Греции». Древняя Европа, замечал М. С. Куторга, распалась на западную и восточную, на две совершенно в самом существе противоположные части: «Падение Западной Римской империи не уничтожило и не ослабило этого раздела …, не прекращаясь поныне, … образовалось два глубоко различных христианских мира: германо-романский на западе; славяно-греческий — на востоке».
Этот акцент, сделанный Куторгой на преемственности греческого и славянского миров, не случаен. По его мнению, основные идеи политии в трёх её существенных чертах — общины, веча и церкви перешли и в Россию:

Греки распространили между славянами начала гражданственности и внушили им понятие Общины, которая привилась и водворилась у них в своём тройственном значении общины, веча и Церкви. Так, открылся на востоке Европы новый славяно-эллинский мир, коего представителем Россия, наше отечество. Изучая историю древних эллинов, изучаем законы исторической преемственности.— 
По его мнению, «ни одно начало не произвело на русскую народность такого сильного влияния и не проникло так глубоко, как начало эллинское (то есть древнегреческое — Прим.)».

## Семья
С 30 апреля 1841 года был женат на Александре Герасимовне Устряловой, дочери крепостного управляющего князя И. Б. Куракина Герасима Трифоновича Устрялова, сестре историка Николая Герасимовича Устрялова.

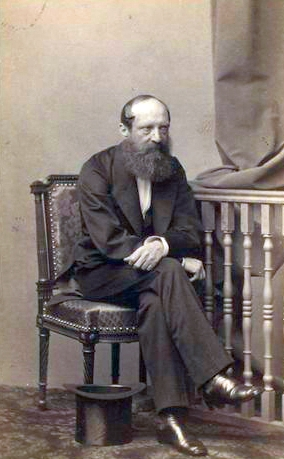
Фото М. С. Куторга, 1865 г.
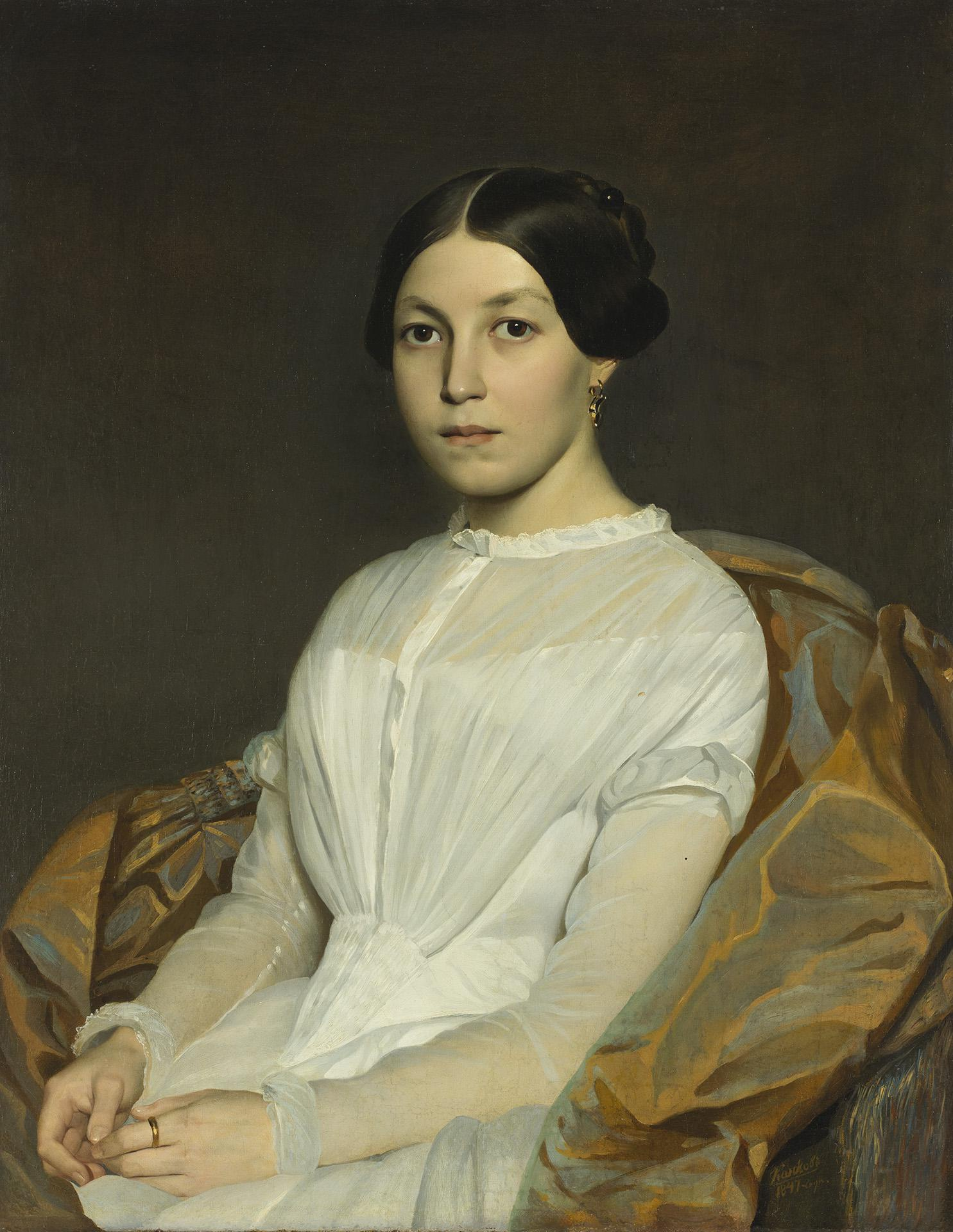
Портрет жены, Александры Герасимовны, работы Я. Капкова, 1847 г.